# Referendum in Schottland 1997

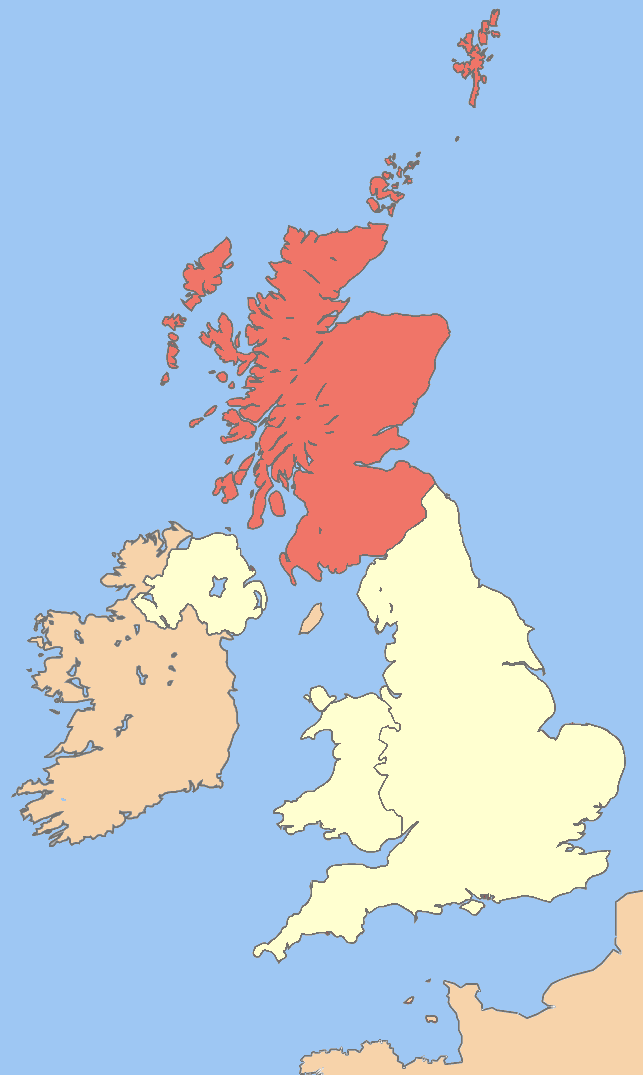
Schottlands Lage innerhalb des Vereinigten Königreichs

Am 11. September 1997 wurde in Schottland ein Referendum zur Selbstverwaltung (englisch devolution referendum, „Referendum zur Dezentralisierung“) abgehalten. Die Mehrheit der Abstimmenden sprach sich dabei für die Einrichtung eines schottischen Regionalparlaments mit Befugnissen zur Steuererhebung aus.

## Vorgeschichte
In den 1960er und 1970er Jahren hatte der Stimmenanteil schottischer Regionalparteien, die zum Teil eine Loslösung Schottlands aus dem Verbund des Vereinigten Königreichs anstrebten, deutlich zugenommen. Als Reaktion darauf wurde durch die Labour-Regierung unter Premierminister James Callaghan im Jahr 1979 ein Referendum in Schottland abgehalten, bei dem sich eine knappe Mehrheit von 51,6 % der Abstimmenden für die Einrichtung eines schottischen Regionalparlaments aussprach. Aufgrund der zu geringen Wahlbeteiligung wurde das Referendum jedoch als ungültig gewertet. Die darauffolgenden Unterhauswahlen wurden durch die britischen Konservativen gewonnen, die das Thema der devolution, d. h. der Dezentralisierung des Vereinigten Königreichs, nicht mehr weiter verfolgten. Nach dem Referendum 1979 gründeten schottische Befürworter der Selbstverwaltung am 1. März 1980 die Campaign for a Scottish Assembly (CSA), die als Interessengruppe weiter für die Autonomie Schottlands arbeiten sollte. Die konservative Londoner Regierung unter Margaret Thatcher war von Anfang an in Schottland sehr unpopulär und die Konservativen konnten während ihrer gesamten Regierungszeit zwischen 1979 und 1997 immer nur eine Minderheit der schottischen Parlamentssitze gewinnen. Die Schließung zahlreicher Werft- und Stahlindustrien in Schottland wurde von vielen Schotten als Zeichen dafür gesehen, dass die Londoner Regierung in erster Linie die Interessen ihrer konservativen Wahlbezirke in England vertrat. Aus der CSA heraus wurde 1988 eine Scottish National Convention gegründet, um die Unterstützung für die Autonomiebewegung auf eine breitere gesellschaftliche Basis zu stellen. In dieser National Convention arbeiteten Vertreter verschiedener Oppositionsparteien, so der schottischen Labour Party und der Liberal Democrats mit. Im Jahr 1995 gab die Convention eine Veröffentlichung mit dem Titel Scotland’s Parliament, Scotland’s Right („Schottlands Parlament – Schottlands Recht“) heraus, in der modellhaft ein schottisches Regionalparlament beschrieben wurde.
Die Unterhauswahlen am 1. Mai 1997 wurden mit sehr deutlicher Mehrheit von der Labour Party unter ihrem neuen Vorsitzenden Tony Blair, der selbst in Schottland aufgewachsen war, gewonnen. Zu den Wahlversprechen von Labour hatte die Abhaltung erneuter Referenden zur Selbstverwaltung in Schottland und in Wales gehört.

## Kampagne vor dem Referendum
Das Referendum in Schottland wurde für den 11. September 1997 angesetzt. Im Gegensatz zum Referendum aus dem Jahr 1979 wurde diesmal kein Quorum für die Wahlbeteiligung festgelegt. Im Jahr 1979 hatte es eine umstrittene Klausel gegeben, dass zum einen die absolute Mehrheit der Abstimmenden, aber auch mindestens 40 % der Wahlberechtigten mit „Ja“ stimmen mussten, damit das Referendum Gültigkeit erlangte. Im Wahlkampf vor dem Referendumstermin sprachen sich unter dem stilisierten Motto Scotland FORward die schottische Labour Party, die Scottish National Party (SNP), die Liberal Democrats, und die Scottish Green Party für die Annahme beider Fragen des Referendums aus. Allerdings gab es hier deutliche programmatische Unterschiede. Labour und die Liberal Democrats nannten eine lokale Autonomie Schottlands innerhalb des Vereinigten Königreichs als ihr Ziel, während SNP und die Grünen als Endziel eine völlige Unabhängigkeit Schottlands befürworteten. Die Conservative Party empfahl dagegen in einer Kampagne unter der Führung von Brian Monteith und dem Motto Think Twice den Wählern die Ablehnung beider Fragen.

## Frage des Referendums
Den Wählern wurden zwei verschiedene Fragen vorgelegt, die sie unabhängig voneinander beantworten konnten:

“I agree that there should be a Scottish Parliament. / I do not agree that there should be a Scottish Parliament.”

„Ich stimme zu, dass ein schottisches Parlament eingerichtet wird. / Ich bin dagegen, dass ein schottisches Parlament eingerichtet wird.“

“I agree that a Scottish Parliament should have tax-varying powers. / I do not agree that a Scottish Parliament should have tax-varying powers.”

„Ich stimme zu, dass ein schottisches Parlament das Recht zur Steuererhebung haben sollte. / Ich bin dagegen, dass ein schottisches Parlament das Recht zur Steuererhebung haben sollte.“

## Ergebnisse des Referendums
|                       | Abstimmende insgesamt | Abstimmende insgesamt | Einrichtung eines schottischen Parlaments | Einrichtung eines schottischen Parlaments | Einrichtung eines schottischen Parlaments | Einrichtung eines schottischen Parlaments | Steuerkompetenzen für das Parlament | Steuerkompetenzen für das Parlament | Steuerkompetenzen für das Parlament | Steuerkompetenzen für das Parlament |
| Ja-Stimmen            | Ja-Stimmen            | Abstimmende insgesamt | Nein-Stimmen                              | Nein-Stimmen                              | Ja-Stimmen                                | Ja-Stimmen                                | Nein-Stimmen                        | Nein-Stimmen                        |                                     |                                     |
| Unitary Authority     | Wahl- beteiligung     | Stimmen               | Stimmen                                   | Prozent der Wähler                        | Stimmen                                   | Prozent der Wähler                        | Stimmen                             | Prozent der Wähler                  | Stimmen                             | Prozent der Wähler                  |
| --------------------- | --------------------- | --------------------- | ----------------------------------------- | ----------------------------------------- | ----------------------------------------- | ----------------------------------------- | ----------------------------------- | ----------------------------------- | ----------------------------------- | ----------------------------------- |
| Aberdeen              | 53,4                  | 90.615                | 65.035                                    | 71,8                                      | 25.580                                    | 28,2                                      | 54.320                              | 60,3                                | 35.709                              | 39,7                                |
| Aberdeenshire         | 56,7                  | 96.499                | 61.621                                    | 63,9                                      | 34.878                                    | 36,1                                      | 50.295                              | 52,3                                | 45.929                              | 47,7                                |
| Angus                 | 60                    | 51.921                | 33.571                                    | 64,7                                      | 18.350                                    | 35,3                                      | 27.641                              | 53,4                                | 24.089                              | 46,6                                |
| Argyll and Bute       | 64,6                  | 45.248                | 30.452                                    | 67,3                                      | 14.796                                    | 32,7                                      | 25.746                              | 56,9                                | 19.429                              | 43                                  |
| East Ayrshire         | 64,5                  | 60.557                | 49.131                                    | 81,1                                      | 11.426                                    | 18,9                                      | 42.559                              | 70,3                                | 17.824                              | 29,5                                |
| North Ayrshire        | 63,1                  | 67.235                | 51.304                                    | 76,3                                      | 15.931                                    | 23,7                                      | 43.990                              | 65,4                                | 22.991                              | 34,3                                |
| South Ayrshire        | 66,4                  | 60.070                | 40.161                                    | 66,9                                      | 19.909                                    | 33,1                                      | 33.679                              | 56,1                                | 26.217                              | 43,8                                |
| Borders               | 64,4                  | 53.915                | 33.855                                    | 62,8                                      | 20.060                                    | 37,2                                      | 27.284                              | 50,6                                | 26.497                              | 49,3                                |
| Clackmannanshire      | 65,8                  | 23.496                | 18.790                                    | 80,0                                      | 4.706                                     | 20                                        | 16.112                              | 68,6                                | 7.355                               | 31,3                                |
| Dumfries and Galloway | 63,1                  | 73.482                | 44.619                                    | 60,7                                      | 28.863                                    | 39,3                                      | 35.737                              | 48,6                                | 37.499                              | 51,2                                |
| East Dunbartonshire   | 72,3                  | 58.642                | 40.917                                    | 69,8                                      | 17.725                                    | 30,2                                      | 34.576                              | 59,0                                | 23.914                              | 40,9                                |
| West Dunbartonshire   | 63,4                  | 46.109                | 39.051                                    | 84,7                                      | 7.058                                     | 15,3                                      | 34.408                              | 74,6                                | 11.628                              | 25,3                                |
| Dundee                | 55,3                  | 64.805                | 49.252                                    | 76,0                                      | 15.553                                    | 24                                        | 42.304                              | 65,3                                | 22.280                              | 34,5                                |
| Edinburgh             | 59,8                  | 216.732               | 155.900                                   | 71,9                                      | 60.832                                    | 28,1                                      | 133.843                             | 61,8                                | 82.188                              | 38                                  |
| Falkirk               | 63,4                  | 69.595                | 55.642                                    | 80,0                                      | 13.953                                    | 20                                        | 48.064                              | 69,1                                | 21.403                              | 30,8                                |
| Fife                  | 60,9                  | 167.008               | 125.668                                   | 76,1                                      | 39.517                                    | 23,9                                      | 108.021                             | 64,7                                | 58.987                              | 35,3                                |
| Glasgow               | 51,2                  | 244.375               | 204.269                                   | 83,6                                      | 40.106                                    | 16,4                                      | 182.589                             | 74,7                                | 60.842                              | 25                                  |
| Highland              | 60,3                  | 99.982                | 72.551                                    | 72,6                                      | 27.431                                    | 27,4                                      | 61.359                              | 61,4                                | 37.525                              | 37,9                                |
| Inverclyde            | 60,0                  | 40.625                | 31.680                                    | 78,0                                      | 8.945                                     | 22                                        | 27.194                              | 66,9                                | 13.277                              | 32,8                                |
| North Lanarkshire     | 60,4                  | 149.073               | 123.063                                   | 82,6                                      | 26.010                                    | 17,4                                      | 107.288                             | 72,0                                | 41.372                              | 27,8                                |
| South Lanarkshire     | 62,8                  | 147.670               | 114.908                                   | 77,8                                      | 32.762                                    | 22,2                                      | 99.587                              | 67,4                                | 47.708                              | 32,4                                |
| East Lothian          | 64,9                  | 45.190                | 33.525                                    | 74,2                                      | 11.665                                    | 25,8                                      | 28.152                              | 62,3                                | 16.765                              | 37,3                                |
| West Lothian          | 62,3                  | 71.537                | 56.923                                    | 79,6                                      | 14.614                                    | 20,4                                      | 47.990                              | 67,1                                | 23.354                              | 32,7                                |
| Midlothian            | 64,9                  | 39.660                | 31.681                                    | 79,9                                      | 7.979                                     | 20,1                                      | 26.776                              | 67,5                                | 12.762                              | 32,3                                |
| Moray                 | 57,5                  | 36.944                | 24.822                                    | 67,2                                      | 12.122                                    | 32,8                                      | 19.326                              | 52,3                                | 17.344                              | 47,3                                |
| Orkney Islands        | 53,2                  | 8.290                 | 4.749                                     | 57,3                                      | 3.541                                     | 42,7                                      | 3.917                               | 47,3                                | 4.344                               | 52,6                                |
| Perth and Kinross     | 62,7                  | 65.342                | 40.344                                    | 61,7                                      | 24.998                                    | 38,3                                      | 33.398                              | 51,1                                | 31.709                              | 48,7                                |
| East Renfrewshire     | 68                    | 45.826                | 28.253                                    | 61,7                                      | 17.573                                    | 38,3                                      | 23.580                              | 51,5                                | 22.153                              | 48,4                                |
| Renfrewshire          | 62,4                  | 86.924                | 68.711                                    | 79,0                                      | 18.213                                    | 21                                        | 55.075                              | 63,4                                | 31.537                              | 36,4                                |
| Shetland              | 51,3                  | 8.705                 | 5.430                                     | 62,4                                      | 3.275                                     | 37,6                                      | 4.478                               | 51,4                                | 4.198                               | 48,4                                |
| Stirling              | 65,5                  | 42.630                | 29.190                                    | 68,5                                      | 13.440                                    | 31,5                                      | 25.044                              | 58,8                                | 17.487                              | 41,1                                |
| Western Isles         | 55,3                  | 12.566                | 9.977                                     | 79,4                                      | 2.589                                     | 20,6                                      | 8.557                               | 68,1                                | 3.947                               | 31,6                                |
| Schottland insgesamt  | 60,2                  | 2.391.268             | 1.775.045                                 | 74,3                                      | 614.400                                   | 25,7                                      | 1.512.889                           | 63,3                                | 870.263                             | 36,5                                |

Ergebnisse des Referendums nach Unitary Authorities (Frage nach der Einrichtung eines schottischen Parlaments, Prozent „Ja“-Stimmen): >55–60 % >60–65 % >65–70 % >70–75 % >75–80 % >80–85 %
Ergebnisse des Referendums nach Unitary Authorities (Frage nach Steuerkompetenzen für ein schottisches Parlament, Prozent „Ja“-Stimmen):

- Ergebnisse des Referendums nach Unitary Authorities (Frage nach Steuerkompetenzen für ein schottisches Parlament, Prozent „Ja“-Stimmen):
>45–50 %
>50–55 %
>55–60 %
>60–65 %
>65–70 %
>70–75 %

Im Ergebnis ergab sich landesweit eine deutliche Zustimmung zur Frage, ob ein eigenes schottisches Parlament eingerichtet werden solle. Auch in der Frage, ob dieses neue Parlament eigene Steuerkompetenzen besitzen sollte, ergab sich eine allerdings deutlich knappere Mehrheit. Daraufhin beschloss das Parlament in Westminster mit der Labour-Mehrheit den Scotland Act 1998, der den Weg zur Einrichtung eines eigenen schottischen Parlaments freimachte.
Die ersten Wahlen zum neuen 129 Sitze umfassenden Parlament Schottlands fanden am 6. Mai 1999 statt. Stärkste Partei wurde die Labour Party, gefolgt von der SNP, während die Konservative Partei keinen einzigen der 73 Direktwahlkreise direkt gewinnen konnte und 13 Sitze über die Landesliste erhielt. Die erste Regionalregierung Schottlands wurde aus einer Koalition von Labour und Liberal Democrats gebildet.